# 1731 Smuts
1731 Smuts (1948 PH) là một tiểu hành tinh vành đai chính được phát hiện ngày 9 tháng 8 năm 1948 bởi E. L. Johnson ở Johannesburg (UO).